# Amt Volmarstein
Das Amt Volmarstein war ein Amt im Landkreis Hagen (bis 1929) und im Ennepe-Ruhr-Kreis (bis 1970).

## Geschichte
Das Amt entstand als Bürgermeisterei Volmarstein 1817 in Nachfolge der Mairie Volmarstein im Kanton Schwelm im Arrondissement Hagen im Département Ruhr des französisch besetzten Großherzogtums Berg. Seine Wurzeln hatte es in der seit dem Mittelalter bestehenden märkischen Freigrafschaft Volmarstein. Preußen verwaltete provisorisch das Großherzogtum nach Abzug der Franzosen im Generalgouvernement Berg, bevor es auf dem Wiener Kongress das Gebiet endgültig zugesprochen bekam. Nach Gründung der Provinz Westfalen führte Preußen seine Verwaltungsstrukturen ein. Die Bürgermeisterei Volmarstein wurde zunächst dem Landkreis Hagen zugeordnet.
1844 wurde die Bürgermeisterei zu einem Amt umgewandelt. Zu dem Amt gehörten anfänglich acht Landgemeinden:
- Asbeck
- Berge
- Bommern
- Esborn
- Grundschöttel
- Silschede
- Volmarstein
- Wengern

Die Gemeinde Bommern schied am 1. April 1895 aus dem Amt Volmarstein aus und bildete ein eigenes Amt Bommern. Es existierte bis zum 1. August 1929, als Bommern in die Stadt Witten eingemeindet wurde.
Der Landkreis Hagen wurde 1929 aufgelöst und das Amt kam zum Nachfolger Ennepe-Ruhr-Kreis. 1939 wurde Grundschöttel nach Volmarstein eingemeindet.
Das Amt wurde durch das  Gesetz zur Neugliederung des Ennepe-Ruhr-Kreises mit Wirkung vom 1. Januar 1970 aufgelöst. Asbeck, Berge und Silschede gingen an Gevelsberg, Esborn, Wengern und Volmarstein an Wetter (Ruhr).